# Tonia Antoniazzi
Antonia Louise Antoniazzi detta Tonia (Llanelli, 5 ottobre 1971) è una politica britannica proveniente dal Galles.
Dal 2017 è parlamentare laburista alla Camera dei comuni per il collegio di Gower; dopo la vittoria del suo partito alle elezioni generali del 2024, oltre a riconfermare il proprio seggio, è stata eletta presidente per la commissione parlametare sull'Irlanda del Nord.
Insegnante di professione, prima di intraprendere la carriera scolastica fu rugbista e rappresentò il Galles in 9 incontri internazionali, facendo anche parte della squadra che partecipò alla Coppa del Mondo 1998 nei Paesi Bassi.

## Biografia
Antoniazzi è nata e cresciuta a Llanelli da famiglia mista italo-gallese.
Ha frequentato la St John Lloyd Catholic Comprehensive School e il Gorseinon College. Dopo avere studiato francese e italiano all’Università di Exeter, ha conseguito il Diploma post laurea di Abilitazione all’Insegnamento (PGCE) presso l’Università di Cardiff.
È stata capo del Dipartimento di Lingue alla Bryngwyn Comprehensive School di Llanelli e ha giocato per la nazionale femminile di rugby del Galles collezionando 9 presenze e partecipò alla Coppa del Mondo 1998.

## Carriera politica
Si è candidata per il seggio regionale del Galles Centrale e Occidentale nelle elezioni del 2016 per l'Assemblea Nazionale del Galles. Successivamente, si è candidata alla Camera dei comuni per il collegio di Gower nelle elezioni generali del 2017. Il collegio all'epoca era rappresentato da Byron Davies del Partito Conservatore con una maggioranza di 27 voti ed era per questo il seggio più contendibile del Regno Unito. Ha vinto con una maggioranza di 3.269 voti e il seggio è ritornato al Partito Laburista. Quando è stata eletta, ha dichiarato che avrebbe lavorato per il suo collegio e che “Gower è e sarà sempre la mia priorità principale”.
Ha tenuto il suo discorso inaugurale giovedì 29 giugno 2017. Nel suo discorso ha parlato di come l'immigrazione italiana ha plasmato la "cultura del caffè" in Galles e nel Regno Unito.
È stata segretaria del Segretario di Stato ombra per l’Irlanda del Nord (2017-2018) e del Segretario di Sato ombra per il Galles (2018), prima di dimettersi. Il 13 giugno 2018, insieme ad altri cinque Membri del Parlamento del Partito Laburista si è dimessa dal suo ruolo di prima fila nel Partito Laburista in segno di protesta contro la posizione del partito riguardo alla Brexit. Il leader del partito, Jeremy Corbyn, aveva dato istruzioni ai suoi Membri del Parlamento di astenersi in un voto in base al quale la Gran Bretagna avrebbe aderito all'Area Economica Europea (EEA) e sarebbe rimasta nel mercato unico. I Membri del Parlamento si sono dimessi e hanno votato a favore dell’EEA.
Nella serie di voti parlamentari sulla Brexit del marzo 2019, ha votato contro il capogruppo e a favore di un emendamento presentato dai membri del Gruppo Indipendente per un secondo voto popolare.